# Municipio de Marion (condado de Charlevoix)
El municipio de Marion (en inglés: Marion Township) es un municipio ubicado en el condado de Charlevoix en el estado estadounidense de Míchigan. En el año 2010 tenía una población de 1714 habitantes y una densidad poblacional de 24,95 personas por km².

## Geografía
El municipio de Marion se encuentra ubicado en las coordenadas 45°15′4″N 85°15′59″O / 45.25111, -85.26639. Según la Oficina del Censo de los Estados Unidos, el municipio tiene una superficie total de 68.69 km², de la cual 66,23 km² corresponden a tierra firme y (3,58 %) 2,46 km² es agua.

## Demografía
Según el censo de 2010, había 1714 personas residiendo en el municipio de Marion. La densidad de población era de 24,95 hab./km². De los 1714 habitantes, el municipio de Marion estaba compuesto por el 96,73 % blancos, el 0,35 % eran afroamericanos, el 0,76 % eran amerindios, el 0,76 % eran asiáticos, el 0,23 % eran de otras razas y el 1,17 % eran de una mezcla de razas. Del total de la población el 1,11 % eran hispanos o latinos de cualquier raza.